# Gervais Martel
Pour les articles homonymes, voir Martel.
Gervais Martel, né le 20 novembre 1954 à Oignies dans le Pas-de-Calais, est un homme d'affaires français, président du Racing Club de Lens du 24 août 1988 au 2 juillet 2012. Il retrouve la présidence du club en juillet 2013, avant de la quitter le 30 septembre 2017.

## Biographie

### Débuts professionnels
Né le 20 novembre 1954 à Oignies, Gervais Martel fréquente une école de commerce et est tout d'abord chef de rayon dans un magasin Auchan à Grande-Synthe (1978) avant de fonder en 1983 Le Galibot, hebdomadaire gratuit de petites annonces avec l'un de ses amis, Stéphane Desreumaux.

### Parcours à la tête du RC Lens

#### Mène le club vers ses premiers succès
En 1987, Gervais Martel entre dans le comité de gestion du Racing Club de Lens, puis succède à Jean Honvault au poste de président le 24 août 1988. Le club traverse alors une période difficile tant sur le plan sportif – dernier du championnat, le RC Lens descend en deuxième division – que financier.
Martel va alors redresser la situation du club, en comblant son déficit et en le faisant remonter en première division en 1991. Maintenu dans cette division lors des années suivantes, le RC Lens connaît ensuite la plus belle période de son histoire : qualification pour la Coupe UEFA en 1995 et 1996, titre de champion de France en 1998, participation à la Ligue des champions en 1998-1999, victoire en Coupe de la Ligue en 1999 et demi-finale de Coupe UEFA en 2000. Parallèlement, malgré l'obtention de ce nouveau statut, Gervais Martel s'emploie à conserver le côté populaire du club, en s'opposant par exemple à une augmentation du prix des places (ceux du stade Bollaert se situent parmi les plus bas de France) ou à un déménagement du « kop », qui est placé en tribune latérale. Il assure également l'avenir du club en créant la Gaillette, centre d'entraînement et de formation ultra-moderne inauguré le 10 octobre 2002 en présence du ministre des Sports Jean-François Lamour et du président de la ligue Frédéric Thiriez.

#### Les difficultés, puis le départ après plus de vingt ans de présidence
Cependant, même si les résultats sont corrects au milieu des années 2000, la situation du Racing Club de Lens se complique par la suite. Après avoir assuré viser une présence régulière en Ligue des champions, Gervais Martel doit se résigner à connaître la relégation de son équipe lors de la saison 2007-2008. Malgré une remontée immédiate dans l'élite, la situation reste délicate, principalement dans le domaine financier. Après avoir assuré une onzième place en Ligue 1 lors de la saison 2009-2010, le Racing est une nouvelle fois relégué un an plus tard. Martel, qui avait évoqué un départ en cas de relégation, garde finalement son poste.
Ne parvenant pas à retrouver le plus haut niveau, le club vit au-dessus de ses moyens et perd énormément d'argent. Ne pouvant plus assumer seul les pertes d'exploitation, Gervais Martel doit céder des parts au Crédit agricole Nord de France, qui devient actionnaire majoritaire. Le 2 juillet 2012, après une nouvelle saison décevante en deuxième division, Martel, qui n'est pas parvenu à racheter les parts du Crédit agricole, est dans l'obligation de quitter le club qu'il a dirigé pendant 24 ans, ce qui faisait de lui l'un des plus anciens présidents d'un club professionnel français avec Louis Nicollin et Jean-Michel Aulas. Il garde cependant une option prioritaire d’acquisition du RC Lens en cas d’offre émise par un tiers, et reste très populaire auprès des supporters lensois.

#### Le retour aux affaires, en 2013, et la descente en L2
Mais presque un an plus tard, en mai 2013, il est en contacts très avancés avec le directeur du Baghlan Group FCZO, l'Azéri Hafiz Mammadov. Ils formulent une offre de reprise du Racing Club de Lens au Crédit agricole Nord de France qui est l'actionnaire majoritaire du club depuis son départ. La banque se laisse jusqu'au 4 juin 2013 pour répondre à l'offre. Le 14 juin 2013, le Crédit Agricole Nord de France entre en discussions exclusives avec Gervais Martel et Hafiz Mammadov. Le Crédit Agricole Nord de France donnera son accord définitif début juillet 2013.
La DNCG donne son accord pour la reprise du club par Gervais Martel et Mammadov le 9 juillet 2013. Neuf jours plus tard, il donne sa première conférence de presse officialisant son retour à la tête du RC Lens. L'objectif fixé par le Président Martel à son coach Antoine Kombouaré est de remonter en Ligue 1 dès la première saison, ce que l'entraîneur kanak parvient à réaliser en terminant sur la 2e marche du podium. Toutefois, la saison 2014-2015 est calamiteuse, et le RC Lens, interdit de recrutement depuis la défection de son actionnaire principal Hafiz Mammadov est relégué rapidement en L2 et se retrouve menacé de disparition. Sauvé in-extremis par le soutien des politiques face à la DNCG, le club redémarre la saison 2015-2016 en deuxième division, Gervais Martel restant au commandes, même si celui-ci avoue ne plus avoir de contacts avec Mammadov, l'actionnaire majoritaire à 99,99 % du club.
Il quitte son poste le 30 septembre 2017, le lendemain d'une seconde victoire en championnat de son club d'amour.

### Activités annexes

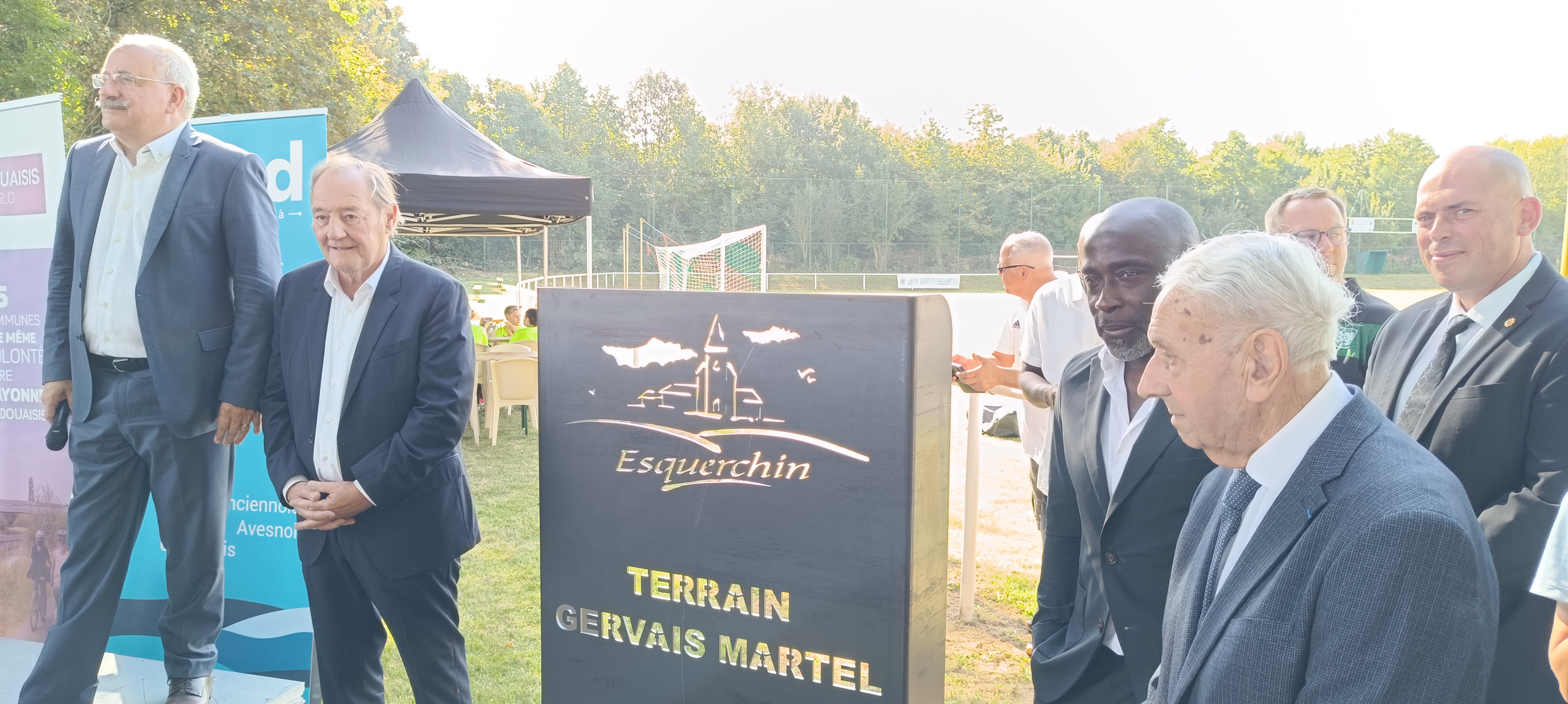
Esquerchin, le 16 septembre 2023. Inauguration du complexe René-Ledieu, ancien maire honoraire ; Thierry Boury, maire en présence de Gervais Martel, Roger Boli et Christian Poiret. Gervais Martel et Roger Boli ont chacun donné, pour la première fois, leur nom à un terrain.

Passionné de golf, Gervais Martel dirige de 1993 à 2012 un grand complexe dédié (parcours et hôtel trois étoiles) à Anzin-Saint-Aubin, près d'Arras,. Grand amateur de rugby, il aide le Rugby club d'Arras à évoluer dans le paysage rugbystique français (2 demi-finales de Fédérale 1 en 2000/2001 et 2001/2002). Martel possède une école de commerce privée à Lens : l’Institut Commerce Gestion  Management (ex-École de Commerce Gervais Martel). Durant ses années lensoises, il est également à la tête d'une holding, GM Finances, qui détient le RC Lens et compte dans son conseil de surveillance Jean Bernou, PDG de McCain Europe Continentale, François Beharel, PDG de Randstad France ou encore Philippe Beauchamps, directeur de Ramery. Après la prise de contrôle du RC Lens par le Crédit agricole, la holding est reprise par la banque et renommée Financière Sang et Or.
En janvier 2012, il est entendu dans le cadre d'une enquête sur les conditions d'un prêt qui lui a été fait par des entreprises de construction, en relation avec sa holding.
Entre 1993 et 2008, Gervais Martel est le président de l'Union des clubs professionnels de football (UCPF), syndicat patronal des propriétaires de clubs français professionnels. Le 18 juin 2011, avec près de 80 % des voix, il est élu représentant des clubs professionnels à la Haute autorité du football, auprès de la fédération.
En 2020, il s'implique dans un projet social et humanitaire au Sénégal.
En 2023, il publie en collaboration avec Bernard Lions Y a rien qui va mal, un ouvrage qui retrace ses années passées à la tête du RC Lens.

## Palmarès
Sous la présidence de Gervais Martel, le RC Lens a été :
- Finaliste de la Coupe de France : 1998
- Champion de France : 1998
- Vainqueur de la Coupe de la Ligue : 1999
- Vice-champion de France : 2002
- Vainqueur de la Coupe Intertoto : 2005
- Finaliste de la Coupe de la Ligue : 2008
- Champion de France de Ligue 2 : 2009